# サーキュラーパーク
サーキュラーパークは、鹿児島県薩摩川内市の町丁。サーキュラーパーク一丁目及びサーキュラーパーク二丁目が設置されている。郵便番号は899-1926。

## 地理
薩摩川内市の西部、川内川河口域に位置する。町域の全方向を港町に接している。全域が「サーキュラーパーク九州」の敷地となっている。
2024年時点の町域の全域に九州電力川内発電所（別称：川内火力発電所）が所在していたが、2022年4月1日に廃止され、跡地は循環経済（サーキュラーエコノミー）の新たな挑戦の場として「サーキュラーパーク九州」構想が打ち出され、産官学連携による各種実証実験を行なう構想としている。

## 歴史

### 川内発電所跡地利活用とサーキュラーパークの設立
2022年（令和4年）2月21日に薩摩川内市は九州電力との間で「川内発電所の跡地活用に関する基本協定」においてSDGsやカーボンニュートラルの観点を踏まえて跡地の利活用を検討する旨の協定を締結した。同年7月26日に薩摩川内市は九州電力・ナカダイホールディングス・早稲田大学・鹿児島銀行との間で「サーキュラーパーク九州の実現に向けた連携協定」を締結し、川内発電所跡地の利活用の具体的な検討を行なうこととなった。
2024年（令和6年）4月に九州電力とナカダイホールディングスを主体に「サーキュラーパーク九州」として稼働を開始し、2030年の本格稼働を目標に廃棄物のリサイクルや循環の研究を行う拠点とする構想としている。

### 町丁の設置
2024年（令和6年）4月1日に、港町字唐山6110の1・6110の174・6117の2・6117の3・6119・6121・6121の2・6121の3・6121の10・6121の11の区域より「サーキュラーパーク一丁目」、港町字唐山6110の173・6110の175の区域より「サーキュラーパーク二丁目」が新たに設置された。
町の設置理由として薩摩川内市は公式ウェブサイトに以下の通り記載している。

本市が目指す「サーキュラー都市・薩摩川内市」の実現のため、資源循環拠点の創出及び循環経済に資する産業立地を推進することを目的として、本市港町字唐山の一部区域の町名を令和6年4月1日から変更しました。
—薩摩川内市公式ウェブサイト

### 字域の変遷
| 変更後                           | 変更年            | 変更前             |
| -------------------------------- | ----------------- | ------------------ |
| サーキュラーパーク一丁目（新設） | 2024年（令和6年） | 港町字唐山（一部） |
| サーキュラーパーク二丁目（新設） | 2024年（令和6年） | 港町字唐山（一部） |

## 施設

### 企業
- サーキュラーパーク九州（九州電力とナカダイホールディングスの合弁会社）
  - 本社（1丁目）
  - 川内工場（2丁目）